# استفانی (لیزی تاون)
استفانی (به انگلیسی: Stephanie) یک شخصیت خیالی در برنامه تلویزیونی ایسلندی لیزی تاون است.
او الهام بخش شهروندان این شهر است تا به فعالیت در زمینه‌های ورزشی و سلامت ادامه بدهند. او موهای صورتی دارد و به همین دلیل توسط شخصیت عروسکی تریکسی اغلب به عنوان پینکی شناخته می‌شود. او به لیزی تاون آمد تا عموی خود، میلفورد مینزول که شهردار است ملاقات کند. به محض ملاقات با بچه‌های دیگر، او به جای ماندن در خانه و بازی‌های ویدیویی و خوردن آب نبات، تلاش کرد آنها را وادار به انجام بازی و تفریحات سالم کند و با کمک اسپورتاکس تغییرات بیشتری در رویه ساکنین شهر به وجود آمد و آنها با هم تلاش کردند تا لیزی تاون را به مکانی بهتر برای زندگی تبدیل کنند. هر قسمت از این برنامه با اجرای یک آهنگ و رقص روتین توسط استفانی با نام " بینگ بنگ " و تم پایانی نمایش خاتمه می‌یابد.
در نسخه ایسلندی، این شخصیت سولا استیروا نام دارد و صدای او توسط ایلوف کریستین ثورشتایندوتیر به ایسلندی دوبله شده‌است.
نقش استفانی توسط جولیانا رز موریلو در فصل ۱ و ۲ ایفا شد. در سال ۲۰۱۱، جولیانا تأیید کرد که این مجموعه را ترک خواهد کرد، چرا که سن او برای بازی در نقش استفانی بیش از حد بالا رفته‌است؛ بنابراین کلوئی لانگ برای فصل ۳ و ۴ جایگزین او شد. نقش استفانی را کیمبرلی پنا در اجرای زنده و ماجراهای دزد دریایی بازی کرد که در سال ۲۰۰۹ در سراسر بریتانیا و ایرلند در قالب یک تور برگزار شد.

## خصوصیات
استفانی به عنوان یک دختر ۸ ساله ورزشکار، دلسوز، خوش بین و باهوش به تصویر کشیده شده‌است. او که از بی تحرکی ساکنان متحیر شده و آنها را با خوشحالی تشویق می‌کند تا در سرگرمی‌های مناسب شرکت کنند و پرانرژی باشند اگرچه نمی‌توانند بر وسوسه غذاهای ناسالم و بازی‌های ویدئویی غلبه کنند که همین باعث ناامیدی استفانی می‌شود. با این حال استفانی خوش‌بینی و اعتماد به نفس خود را حفظ کرده و همسالان خود را تشویق می‌کند تا در برابر تمامی چالش‌ها و موانع مقاوت کنند؛ بنابراین استفانی همیشه با عبور از هر مانع یا مخالفتی با همکاری دوستانش و در پایان هر قسمت پیروز می‌شود.
تلاش‌های استفانی اغلب توسط رابی راتن خنثی می‌شود، اما نقشه‌های او هرگز بی اشتباه نیستند و همیشه با پیروزی استفانی به پایان می‌رسند.

## تاریخچه شخصیت
استفانی در ابتدا توسط ماگنوس اسچوینگ برای نمایش Go !LazyTown با نام سولا استیروا (سولا استیف) خلق شد و دختری با مفاصل کم انعطاف بود که آرزوی رقصندگی داشت. سولا همچنین در دنباله نمایش با عنوان Glanni Glapur in LazyTown ظاهر شد. نقش او را به ترتیب سلما بیورنسدوتیر و لیندا آسگیرسدوتیر بازی کردند.
ماگنوس اسچوینگ نام سولا را به استفانی برای نمایش تلویزیونی تغییر داد. در ابتدا شلبی یونگ قرار بود نقش استفانی را بازی کند که در نسخه آزمایشی حضور یافته بود.
در نهایت، جولیانا رز موریلو برای ایفای نقش استفانی انتخاب شد و در دو فصل اول و لیزی تاون اکسترا بازی کرد تا قبل از اینکه به دلیل افزایش سن از این نقش جدا شود.
کلوئی لنگ نقش استفانی را در فصل‌های ۳ و ۴ بازی کرد و از سال ۲۰۲۱ جدیدترین هنرپیشه ای است که نقش استفانی را بازی می‌کند.

## ظاهر
استفانی تمایل دارد که یک لباس بدون آستین صورتی با جوراب شلواری صورتی کم رنگ، جوراب صورتی، کفش ورزشی سفید و صورتی و بند موی بنفش بپوشد. اما لباس او هر از گاهی تغییر می‌کند. برای مثال در قسمت‌های «LazyTown Goes Digital» و «Energy Book»، او شلوار لی صورتی را با لباس همیشگی خود می‌پوشد. او همچنین لباس‌های ورزشی و گوناگون زیادی به تن می‌کند اما تقریباً رنگ بسیاری از آنها صورتی است. موهای کوتاه او صورتی رنگ شده‌است و حتی تمام لوازم جانبی او نیز به رنگ صورتی است. او اغلب در حال حمل یک کیف صورتی با یک قلب روی آن دیده می‌شود که در آن دفتر خاطرات صورتی خود را حمل می‌کند.

## بازخورد
نویسندگان کودک، لین میکل براون و شارون لمب اظهار دارند که استفانی دارای شخصیت جالبی است و رنگ صورتی را به خاطر تیزهوشی، بازی‌های رایانه ای و طبیعت ورزشی اش تبدیل به یک رنگ قدرتمند می‌کند.